# Josef Zítek
Josef von Zitek (4 avril 1832, Prague - 2 août 1909, id.) est un architecte et ingénieur auteur de constructions dans Prague de style néorenaissance, le Théâtre national et le Rudolfinum.  
Professeur d'ingénieurie civile, il est choisi pour réaliser le Théâtre national en 1865. Le bâtiment est détruit très peu de temps après son inauguration le 12 août 1881 et l'élève de Zítek, Josef Schulz, est chargé de la reconstruction. Par la suite Zítek entra en désaccord avec le comité de reconstruction du théâtre et ne mit jamais les pieds dans le bâtiment achevé.  
Il est aussi l'auteur de la Mühlenkolonnade dans la ville thermale de Karlovy Vary ou le Neues Museum de Weimar.  

## Galerie

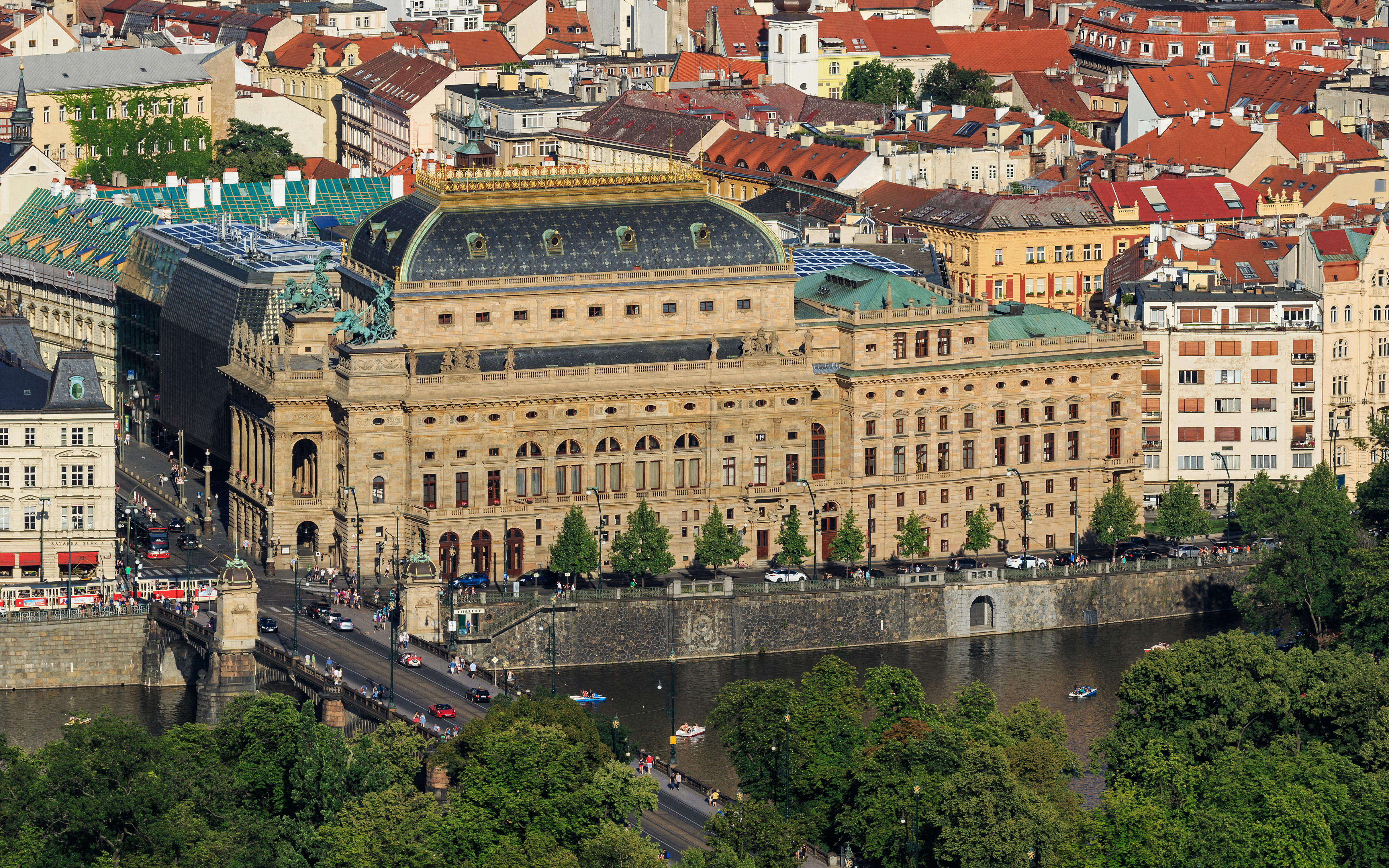
Théâtre national de PraguePraha 2005-09-19
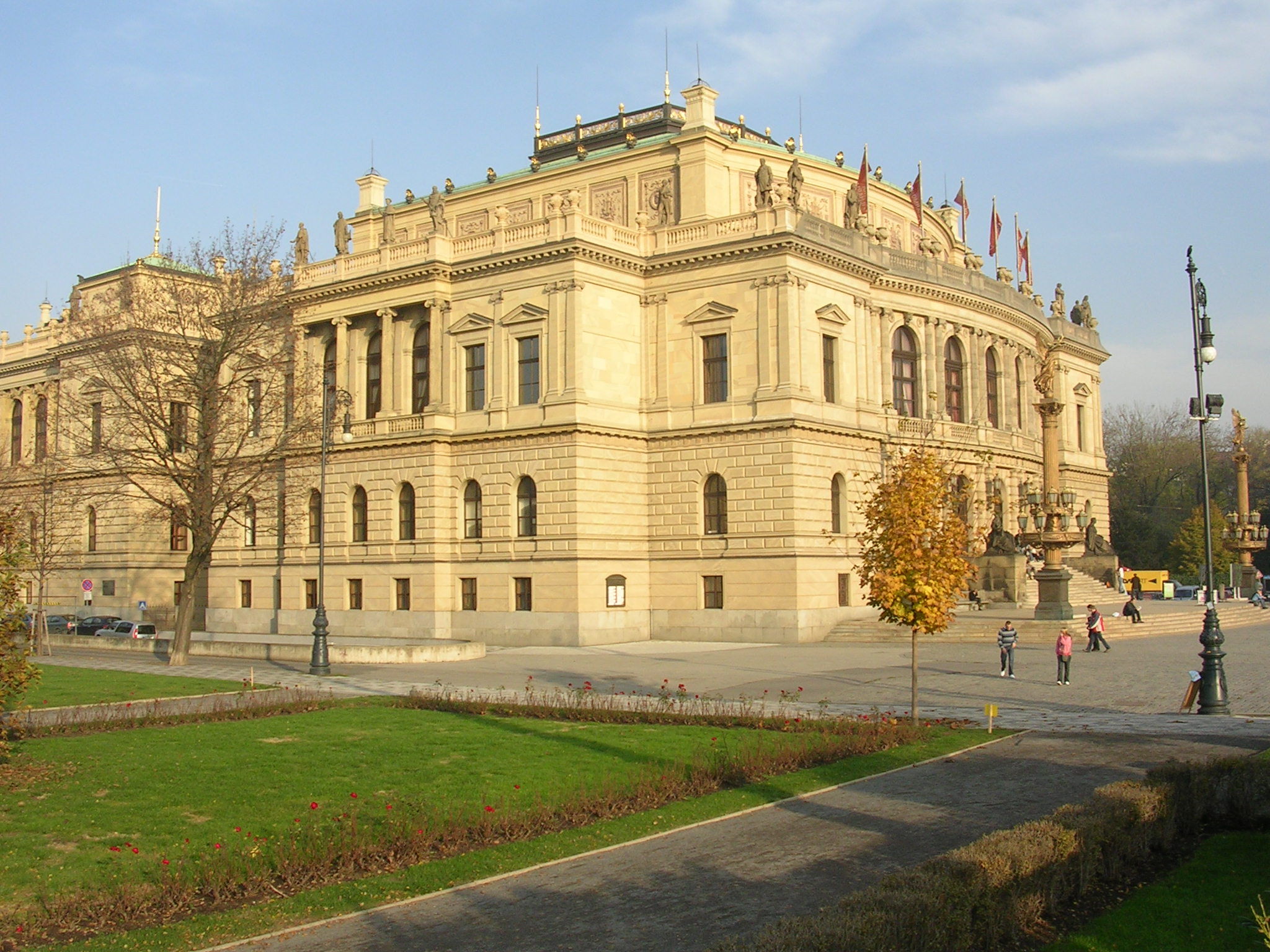
Rudolfinum

## Sources
- (en) Sur l'incendie du Théâtre national